# Мій ласкавий та ніжний звір
«Мій ласкавий та ніжний звір» (рос. «Мой ласковый и нежный зверь») — радянський художній фільм, знятий за мотивами повісті  А. П. Чехова «Драма на полюванні». Номінувався на  Державну премію СРСР у 1979 році. Брав участь в конкурсній програмі  Каннського кінофестивалю (1978).

## Сюжет
Кінець XIX століття, панський маєток в лісах центральної Росії. Дочка лісничого — Ольга Скворцова (Галина Бєляєва) — красива дівчина 19 років. По першому враженню Ольга природна і легка як «ангел у плоті», проте пізніше з'ясовується, що вона по-житейськи розважлива і пихата. У неї закохуються троє немолодих чоловіків, які живуть у садибі й околицях: 50-річний похмурий вдівець Урбенін (Леонід Марков), ще більш старший у віку, але моложавий і грайливий граф Карнєєв (Кирило Лавров) і ставний красень, 40-річний судовий слідчий Камишев (Олег Янковський). Ольга, бажаючи позбутися згубних злиднів, необдумано виходить заміж за керуючого маєтком — дворянина Урбеніна. У день свого весілля вона тікає з торжества і зізнається в коханні Камишеву, однак відмовляється виїхати з ним. У душі Камишева — високого, широкоплечого чоловіка, що вишукано вдягається, спалахують сильна пристрасть і пекучі ревнощі. Він таємно сподівається, що йому вдасться схилити вибір Ольги на свою користь. Та розраховує, що Камишев багатий і з ним можна буде вирватися з бідності, проте скоро дізнається, в яких невибагливих умовах живе її коханий. Після цього розчарування Ольга стає співмешканкою веселуна — графа Карнєєва, в той час як її законний чоловік Урбенін, живучи в місті, повільно спивається і деградує.
Під час осіннього полювання і подальшого пікніка в Ольги відбувається драматичне пояснення з Камишевим, що шалено ревнує, а через кілька хвилин чується постріл: у глибині лісової гущавини Ольга зазнає смертельного поранення за загадкових обставин. Від великої крововтрати юна жінка через два дні вмирає, так і не повідомивши слідству, хто в неї стріляв. Під підозру потрапляє її чоловік Урбенін, його засуджують і засилають на каторгу, де через чотири роки він і вмирає. Охоплений муками сумління, Камишев пише повість про ці драматичні події і відносить її в журнал. Редактор прочитує повість, і страшна здогадка, хто насправді є вбивцею, не залишає вже й тіні сумніву.

## У ролях
- Галина Бєляєва —  Ольга Скворцова (Урбеніна)
- Олег Янковський —  Сергій Петрович Камишев
- Кирило Лавров —  граф Олексій Юрійович Карнєєв
- Леонід Марков —  Петро Єгорович Урбенін
- Світлана Тома —  циганка Тіна
- Григоре Григоріу —  Поліхроній Аркадійович Калідіс
- Василь Симчич —  Микола Скворцов
- Олег Федоров —  видавець  (озвучує Олександр Бєлявський)
- Віктор Лазарев —  гість на весіллі
- Вадим Вильский —  доктор
- Євген Марков —  гість на пікніку
- Марія Зоріна —  Сичиха
- Вадим Вільський — лікар

## Знімальна група
- Автор сценарію:  Еміль Лотяну
- Режисер:  Еміль Лотяну
- Оператор:  Анатолій Петрицький
- Художник:  Борис Бланк
- Композитор:  Євген Дога